# 泡叶檀梨
泡叶檀梨（学名：Pyrularia bullata）为檀香科檀梨属下的一个种。

## 扩展阅读
- 維基物種上的相關：泡叶檀梨